# Kanadische Badmintonmeisterschaft 1970
Die Kanadische Badmintonmeisterschaft 1970 fand in Winnipeg statt. Es war die 43. Auflage der nationalen kanadischen Titelkämpfe im Badminton.

## Titelträger
| Disziplin    | Sieger                                |
| ------------ | ------------------------------------- |
| Herreneinzel | Bruce Rollick, BC                     |
| Dameneinzel  | Alison Ridgway, BC                    |
| Herrendoppel | Jamie Paulson Yves Paré, AB, QC       |
| Damendoppel  | Nancy McKinley Patricia Moody, ON, QC |
| Mixed        | Yves Paré Patricia Moody, QC          |